# Südostdeutsche Fußballmeisterschaft 1920/21

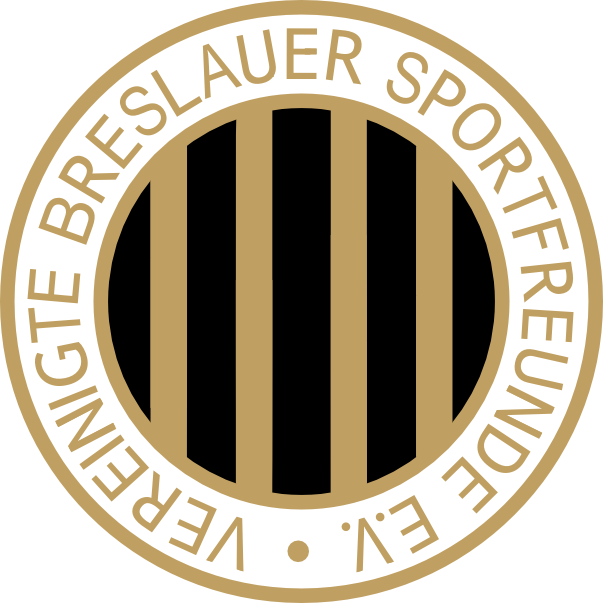
Vereinigte Breslauer Sportfreunde – Südostdeutscher Meister 1921

Die südostdeutsche Fußballmeisterschaft 1920/21 war die zehnte Austragung der südostdeutschen Fußballmeisterschaft des Südostdeutschen Fußball-Verbandes (SOFV). Die Meisterschaft gewannen zum zweiten Mal die Vereinigten Breslauer Sportfreunde in einer Neuauflage des vorjährigen Finales durch einen 2:1-Erfolg gegen den FC Viktoria Forst. Durch den Gewinn der Verbandsmeisterschaft qualifizierten sich die Breslauer für die deutsche Fußballmeisterschaft 1920/21, bei der die Mannschaft nach einer 1:2-Heimniederlage gegen den Halleschen FC Wacker ausschied.

## Modus
Die Fußballmeisterschaft wurde in diesem Jahr erneut in fünf regionalen 1. Bezirksklassen ausgespielt, deren Sieger für die Endrunde qualifiziert waren. Die Bezirksklasse Mittelschlesien-Breslau trug nun den Namen Mittelschlesien und war ebenfalls in mehrere Gaue eingeteilt. Da im südostdeutschen Raum immer mehr Fußballvereine entstanden, wurden die meisten Bezirke in Gaue aufgeteilt.
| Bezirk          | Bezirksmeister       | Bezirkseinteilung                                   |
| --------------- | -------------------- | --------------------------------------------------- |
| Niederlausitz   | FC Viktoria Forst    |                                                     |
| Oberlausitz     | STC Görlitz          | Görlitz, Sagan, Hirschberg                          |
| Niederschlesien | ATV Liegnitz         | Glogau, Liegnitz, Wohlau, Schweidnitz, Waldenburg   |
| Mittelschlesien | SC Schlesien Breslau | Breslau Ost, Breslau West, Oels, Brieg, Münsterberg |
| Oberschlesien   | Beuthener SuSV 09    | Beuthen, Gleiwitz, Ratibor, Oppeln, Kattowitz       |

## Bezirksliga Niederlausitz
Die Bezirksliga Niederlausitz wurde mit folgendem Tabellenstand beendet, der FC Viktoria Forst wurde zum dritten Mal Niederlausitzer Fußballmeister. Aus unbekannten Gründen nahm neben dem Letztplatzierten auch der sechstplatzierte SC Union Cottbus an der Relegationsrunde teil und stieg trotz des zweiten Platzes in dieser in die Kreisklasse ab.

### Abschlusstabelle
| Pl. | Verein                 | Sp. | S  | U | N  | Tore    | Quote | Punkte |
| --- | ---------------------- | --- | -- | - | -- | ------- | ----- | ------ |
| 1.  | FC Viktoria Forst (M)  | 15  | 14 | 1 | 0  | 056:120 | 4,67  | 29:10  |
| 2.  | FC Askania Forst       | 12  | 5  | 3 | 4  | 022:160 | 1,38  | 13:11  |
| 3.  | FC Amicitia Forst      | 13  | 5  | 3 | 5  | 027:290 | 0,93  | 13:13  |
| 4.  | Cottbuser FV 98        | 10  | 5  | 1 | 4  | 028:130 | 2,15  | 11:90  |
| 5.  | Cottbuser SC           | 11  | 5  | 1 | 5  | 023:160 | 1,44  | 11:11  |
| 6.  | SC Union Cottbus       | 13  | 5  | 1 | 7  | 017:340 | 0,50  | 11:15  |
| 7.  | FC Deutschland Forst   | 11  | 4  | 2 | 5  | 024:210 | 1,14  | 10:12  |
| 8.  | FV Brandenburg Cottbus | 11  | 4  | 2 | 5  | 020:200 | 1,00  | 10:12  |
| 9.  | SC Viktoria Cottbus    | 11  | 3  | 1 | 7  | 008:250 | 0,32  | 07:15  |
| 10. | VfB 1901 Forst         | 13  | 2  | 1 | 10 | 008:470 | 0,17  | 05:21  |

| (M) | Titelverteidiger Bezirk |

### Relegationsrunde
| Pl. | Verein                               | Sp. | S | U | N | Tore    | Quote | Punkte |
| --- | ------------------------------------ | --- | - | - | - | ------- | ----- | ------ |
| 1.  | TV 1861 Cottbus (Sieger Kreisklasse) | 4   | 2 | 1 | 1 | 003:500 | 0,60  | 05:30  |
| 2.  | SC Union Cottbus (6. Bezirksliga)    | 4   | 2 | 0 | 2 | 006:400 | 1,50  | 04:40  |
| 3.  | VfB 1901 Forst (10. Bezirksliga)     | 4   | 1 | 1 | 2 | 003:300 | 1,00  | 03:50  |

## 1. Klasse Oberlausitz
Die Oberlausitzer Meisterschaft wurde zuerst in drei regionalen Gauklassen ausgetragen. Die Sieger dieser Ligen spielten in einer Finalrunde den Oberlausitzer Meister aus. Zur kommenden Saison wurde die eingleisige Bezirksliga Oberlausitz als Spielklasse über der 1. Klasse geschaffen.

### Gau Görlitz
| Pl. | Verein              | Sp. | S | U | N | Tore    | Quote | Punkte |
| --- | ------------------- | --- | - | - | - | ------- | ----- | ------ |
| 1.  | STC Görlitz         | 7   | 6 | 1 | 0 | 030:400 | 7,50  | 13:10  |
| 2.  | ATV 1847 Görlitz    | 7   | 4 | 2 | 1 | 027:900 | 3,00  | 10:40  |
| 3.  | STC Görlitz II      | 7   | 2 | 0 | 5 | 007:320 | 0,22  | 04:10  |
| 4.  | SC Niesky 08        | 5   | 1 | 1 | 3 | 005:160 | 0,31  | 03:70  |
| 5.  | ATV 1847 Görlitz II | 6   | 1 | 0 | 5 | 004:120 | 0,33  | 02:10  |

### Gau Sagan
Aus dem Gau Sagan sind aktuell nur der Tabellenerste, Saganer SV (M), und der Tabellenzweite, VfB Sagan, überliefert.

### Gau Hirschberg
Aus dem Gau Hirschberg ist aktuell nur der Sieger, SC Preußen Bad Warmbrunn, überliefert.

### Oberlausitzer Bezirksmeisterschaft
| Pl. | Verein                   | Sp. | S | U | N | Tore    | Quote | Punkte |
| --- | ------------------------ | --- | - | - | - | ------- | ----- | ------ |
| 1.  | STC Görlitz              | 4   | 3 | 1 | 0 | 011:100 | 11,00 | 07:10  |
| 2.  | Saganer SV (M)           | 4   | 2 | 1 | 1 | 008:600 | 1,33  | 05:30  |
| 3.  | SC Preußen Bad Warmbrunn | 4   | 0 | 0 | 4 | 003:150 | 0,20  | 0:80   |

| (M) | Titelverteidiger Bezirk |

## Bezirksklasse Niederschlesien
Die Niederschlesische Meisterschaft wurde zuerst in fünf regionalen Gauklassen ausgespielt, deren Sieger für die Bezirksmeisterschaft qualifiziert waren.
Folgende Sieger qualifizierten sich für die Finalrunde:
| Gau Glogau:      | FV 1920 Züllichau              |
| Gau Liegnitz:    | ATV Liegnitz                   |
| Gau Wohlau:      | Vereinigte Sportfreunde Wohlau |
| Gau Schweidnitz: | SpVgg 1908 Reichenbach         |
| Gau Waldenburg:  | Waldenburger SV 1909           |

| Pl. | Verein                           | Sp. | S | U | N | Tore    | Quote | Punkte |
| --- | -------------------------------- | --- | - | - | - | ------- | ----- | ------ |
| 1.  | ATV Liegnitz (M)                 | 6   | 4 | 0 | 2 | 008:600 | 1,33  | 08:40  |
| 2.  | SpVgg 1908 Reichenbach           | 6   | 3 | 0 | 3 | 008:400 | 2,00  | 06:60  |
| 3.  | Waldenburger SV 1909             | 6   | 3 | 0 | 3 | 007:900 | 0,78  | 06:60  |
| 4.  | FV 1920 Züllichau                | 6   | 2 | 0 | 4 | 004:800 | 0,50  | 04:80  |
| 5.  | Vereinigte Sportfreunde Wohlau A | 0   | 0 | 0 | 0 | 000:000 | 1,00  | 0:0    |

| (M) | Titelverteidiger Bezirk |

## Bezirk Mittelschlesien
Die mittelschlesische Meisterschaft wurde 1921 zum ersten Mal ausgetragen. Qualifiziert waren die Sieger der Gaue Breslau, Brieg, Münsterberg und Oels. Die Gauliga Breslau wurde zuerst in zwei Ligen (Breslau Ost und Breslau West) ausgespielt. Je nach Tabellenstand wurden dann je zwei Mannschaften jeder Liga in die Ligen Oberklasse, Mittelklasse und Unterklasse einsortiert, die Teilnehmer in der Oberklasse ermittelten den Breslauer Stadtmeister und somit auch den Teilnehmer an der mittelschlesischen Endrunde.

### Gauliga Breslau

#### Gauliga Breslau Westkreis
| Pl. | Verein                   | Sp. | S | U | N | Tore    | Quote | Punkte |
| --- | ------------------------ | --- | - | - | - | ------- | ----- | ------ |
| 1.  | Breslauer FV 06          | 10  | 7 | 2 | 1 | 018:900 | 2,00  | 16:40  |
| 2.  | Breslauer SC 08 B        | 10  | 4 | 5 | 1 | 013:700 | 1,86  | 13:70  |
| 3.  | SC Schlesien Breslau B   | 10  | 6 | 1 | 3 | 020:130 | 1,54  | 13:70  |
| 4.  | SC Germania Breslau (N)  | 10  | 4 | 2 | 4 | 014:130 | 1,08  | 10:10  |
| 5.  | Breslauer SpVgg 05 Komet | 10  | 2 | 1 | 7 | 008:160 | 0,50  | 05:15  |
| 6.  | VfR 1897 Breslau         | 10  | 0 | 3 | 7 | 006:210 | 0,29  | 03:17  |

| (N) | Aufsteiger aus der Kreisklasse |

#### Gauliga Breslau Ostkreis
| Pl. | Verein                                | Sp. | S  | U | N | Tore    | Quote | Punkte |
| --- | ------------------------------------- | --- | -- | - | - | ------- | ----- | ------ |
| 1.  | Vereinigte Breslauer Sportfreunde (M) | 10  | 10 | 0 | 0 | 031:800 | 3,88  | 20:0   |
| 2.  | SC Hertha Breslau                     | 10  | 6  | 1 | 3 | 018:170 | 1,06  | 13:70  |
| 3.  | VfB Breslau                           | 10  | 4  | 2 | 4 | 023:190 | 1,21  | 10:10  |
| 4.  | SC Vorwärts Breslau (N)               | 10  | 4  | 1 | 5 | 025:230 | 1,09  | 09:11  |
| 5.  | SC Alemannia Breslau                  | 10  | 2  | 1 | 7 | 011:240 | 0,46  | 05:15  |
| 6.  | SV Breslau 1911 (N)                   | 10  | 1  | 1 | 8 | 011:280 | 0,39  | 03:17  |

| (M) | Titelverteidiger Bezirk        |
| (N) | Aufsteiger aus der Kreisklasse |

#### Gauliga Breslau Oberklasse
| Pl. | Verein                                | Sp. | S | U | N | Tore    | Quote | Punkte |
| --- | ------------------------------------- | --- | - | - | - | ------- | ----- | ------ |
| 1.  | SC Schlesien Breslau                  | 6   | 4 | 0 | 2 | 020:120 | 1,67  | 08:40  |
| 2.  | Vereinigte Breslauer Sportfreunde (M) | 6   | 3 | 1 | 2 | 020:900 | 2,22  | 07:50  |
| 3.  | Breslauer FV 06                       | 6   | 2 | 2 | 2 | 009:700 | 1,29  | 06:60  |
| 4.  | SC Hertha Breslau                     | 6   | 1 | 1 | 4 | 002:230 | 0,09  | 03:90  |

| (M) | Titelverteidiger Bezirk |

#### Gauliga Breslau Mittelklasse
| Pl. | Verein              | Sp. | S | U | N | Tore    | Quote | Punkte |
| --- | ------------------- | --- | - | - | - | ------- | ----- | ------ |
| 1.  | VfB Breslau         | 6   | 3 | 2 | 1 | 008:600 | 1,33  | 08:40  |
| 2.  | Breslauer SC 08     | 6   | 2 | 2 | 2 | 008:600 | 1,33  | 06:60  |
| 3.  | SC Germania Breslau | 6   | 2 | 2 | 2 | 012:130 | 0,92  | 06:60  |
| 4.  | SC Vorwärts Breslau | 6   | 1 | 2 | 3 | 007:100 | 0,70  | 04:80  |

#### Gauliga Breslau Unterklasse
| Pl. | Verein                   | Sp. | S | U | N | Tore    | Quote | Punkte |
| --- | ------------------------ | --- | - | - | - | ------- | ----- | ------ |
| 1.  | Breslauer SpVgg 05 Komet | 6   | 4 | 0 | 2 | 008:600 | 1,33  | 08:40  |
| 2.  | VfR 1897 Breslau         | 6   | 3 | 0 | 3 | 008:400 | 2,00  | 06:60  |
| 3.  | SC Alemannia Breslau     | 6   | 3 | 0 | 3 | 007:900 | 0,78  | 06:60  |
| 4.  | SV Breslau 1911          | 6   | 2 | 0 | 4 | 004:800 | 0,50  | 04:80  |

### Gau Brieg
Aus dem Gau Brieg ist aktuell nur der Sieger, SV Hertha Brieg, überliefert.

### Gau Münsterberg
Aus dem Gau Münsterberg ist aktuell nur der Sieger, Sportfreunde 1919 Neiße, überliefert.

### Gau Oels
Aus dem Gau Oels ist aktuell nur der Sieger, SSC 1901 Oels, überliefert.

### Mittelschlesische Bezirksmeisterschaft
Zwischenrunde:
|                      | Ergebnis |                         |
| -------------------- | -------- | ----------------------- |
| SV Hertha Brieg      | 1:6      | SSC 1901 Oels           |
| SC Schlesien Breslau | 10:10    | Sportfreunde 1919 Neiße |

Finale:
|                      | Ergebnis |               |
| -------------------- | -------- | ------------- |
| SC Schlesien Breslau | 2:0      | SSC 1901 Oels |

## A-Klasse Oberschlesien
Die oberschlesische Meisterschaft wurde in fünf regionalen Gauklassen ausgetragen, deren Sieger für die oberschlesische Bezirksmeisterschaft qualifiziert waren, in der der oberschlesische Teilnehmer an der südostdeutschen Fußballendrunde ermittelt wurde.
Folgende Sieger qualifizierten sich für die Finalrunde:
| Gau Beuthen:   | Beuthener SuSV 09                |
| Gau Gleiwitz:  | TV Vorwärts Gleiwitz             |
| Gau Ratibor:   | FC Preußen Ratibor               |
| Gau Oppeln:    | Vereinigte Oppelner Sportfreunde |
| Gau Kattowitz: | FC Preußen Kattowitz             |

| Pl. | Verein                           | Sp. | S | U | N | Tore    | Quote | Punkte |
| --- | -------------------------------- | --- | - | - | - | ------- | ----- | ------ |
| 1.  | Beuthener SuSV 09 (M)            | 4   | 3 | 0 | 1 | 014:800 | 1,75  | 06:20  |
| 2.  | TV Vorwärts Gleiwitz             | 4   | 2 | 1 | 1 | 010:900 | 1,11  | 05:30  |
| 3.  | FC Preußen Ratibor               | 4   | 1 | 2 | 1 | 006:800 | 0,75  | 04:40  |
| 4.  | Vereinigte Oppelner Sportfreunde | 3   | 1 | 0 | 2 | 005:800 | 0,63  | 02:40  |
| 4.  | FC Preußen Kattowitz             | 3   | 0 | 1 | 2 | 003:500 | 0,60  | 01:50  |

| (M) | Titelverteidiger Bezirk |

## Endrunde
Die Endrunde um die südostdeutsche Fußballmeisterschaft wurde in dieser Saison erneut im K.-o.-System ausgetragen. Qualifiziert waren die Meister aus den 5 Bezirken sowie der Titelverteidiger Vereinigte Sportfreunde Breslau.

### Vorrunde
| Datum                                                                     |                                                | Ergebnis |                                                 |
| ------------------------------------------------------------------------- | ---------------------------------------------- | -------- | ----------------------------------------------- |
| 8. April 1921                                                             | ATV Liegnitz (Sieger Bezirk Niederschlesien)   | 1:0      | Beuthener SuSV 09 (Sieger Bezirk Oberschlesien) |
| 8. April 1921                                                             | Vgt. Breslauer Sportfreunde (Titelverteidiger) | 6:1      | STC Görlitz (Sieger Bezirk Oberlausitz)         |
| SC Schlesien Breslau (Sieger Bezirk Mittelschlesien) erhielt ein Freilos. |                                                |          |                                                 |
| FC Viktoria Forst (Sieger Bezirk Niederlausitz) erhielt ein Freilos.      |                                                |          |                                                 |

### Halbfinale
| Datum          |                             | Ergebnis |                   |
| -------------- | --------------------------- | -------- | ----------------- |
| 15. April 1921 | SC Schlesien Breslau        | 2:4      | FC Viktoria Forst |
| 15. April 1921 | Vgt. Breslauer Sportfreunde | 5:1      | ATV Liegnitz      |

### Finale
| Datum       |                   | Ergebnis  |                             | Ort     |
| ----------- | ----------------- | --------- | --------------------------- | ------- |
| 1. Mai 1921 | FC Viktoria Forst | 1:2 n. V. | Vgt. Breslauer Sportfreunde | Cottbus |

„Mit dem Anstoß von Forst nahm das Treffen seinen Anfang. Die Sportfreunde fanden sich zuerst schneller zusammen und hatten zweifellos in der ersten Halbzeit mehr vom Spiel. Nach Seitenwechsel waren die Forster längere Zeit merklich im Vorteil, und Breslaus Läuferreihe und Verteidigung hatten harte Arbeit, um aller Angriffe Herr zu werden. Erst kurz vor Schluß machte sich wieder eine überlegenheit der Sportfreunde bemerkbar. Das Spiel wurde nun um 2x15 Minuten verlängert. Schon eine Minute nach Wiederbeginn konnte Victoria aus einem Gedränge heraus das erste Tor erzielen. Die Sportfreunde spielten jetzt mit bewundernswerter Energie. Fünf Minuten später brachte ihnen eine, von Taube getretene, von Blaschke eingeköpfte Ecke den Ausgleich 1:1. Wiederum verwandelte Blaschke eine Ecke gleichfalls durch Kopfball. Damit war der Sieg der Breslauer entschieden.“

## Quelle
- Deutscher Sportclub für Fußball-Statistiken: Fußball in Schlesien 1900/01 – 1932/33, Herausgeber: DSfFS e. V., Berlin 2007.
- Hardy Grüne: Vom Kronprinzen bis zur Bundesliga. In: Enzyklopädie des deutschen Ligafußballs. Band 1. AGON, Kassel 1996, ISBN 3-928562-85-1.
- Hardy Grüne: Vereinslexikon (= Enzyklopädie des deutschen Ligafußballs. Band 7). 1. Auflage. AGON, Kassel 2001, ISBN 3-89784-147-9 (527 Seiten).
- Regional: – GERMANY – LEAGUE FINAL TABLES 1920/21
- Regional: – Südostdeutsche Meisterschaft 1920/21